# Lijst van voetbalinterlands Brazilië - Tsjecho-Slowakije
.Deze lijst van voetbalinterlands is een overzicht van alle officiële voetbalwedstrijden tussen de nationale teams van Brazilië en Tsjecho-Slowakije. De landen speelden zeventien keer tegen elkaar. De eerste ontmoeting, een kwartfinale tijdens het Wereldkampioenschap voetbal 1938, werd gespeeld in Bordeaux (Frankrijk) op 12 juni 1938. Het laatste duel, een vriendschappelijke wedstrijd, vond plaats op 18 december 1991 in Goiânia.

## Wedstrijden
| №  | Plaats            | Datum            | Competitie        | Wedstrijd                    | Uitslag |
| -- | ----------------- | ---------------- | ----------------- | ---------------------------- | ------- |
| 1  | Bordeaux          | 12 juni 1938     | WK 1938           | Tsjecho-Slowakije – Brazilië | 1 – 1   |
| 2  | Bordeaux          | 14 juni 1938     | WK 1938           | Tsjecho-Slowakije – Brazilië | 1 – 2   |
| 3  | Praag             | 21 april 1956    | Vriendschappelijk | Tsjecho-Slowakije – Brazilië | 0 – 0   |
| 4  | Rio de Janeiro    | 5 augustus 1956  | Vriendschappelijk | Brazilië – Tsjecho-Slowakije | 0 – 1   |
| 5  | São Paulo         | 8 augustus 1956  | Vriendschappelijk | Brazilië – Tsjecho-Slowakije | 4 – 1   |
| 6  | Viña del Mar      | 2 juni 1962      | WK 1962           | Brazilië – Tsjecho-Slowakije | 0 – 0   |
| 7  | Santiago de Chile | 17 juni 1962     | WK 1962           | Brazilië – Tsjecho-Slowakije | 3 – 1   |
| 8  | Rio de Janeiro    | 12 juni 1966     | Vriendschappelijk | Brazilië – Tsjecho-Slowakije | 2 – 1   |
| 9  | Rio de Janeiro    | 15 juni 1966     | Vriendschappelijk | Brazilië – Tsjecho-Slowakije | 2 – 2   |
| 10 | Bratislava        | 23 juni 1968     | Vriendschappelijk | Tsjecho-Slowakije – Brazilië | 3 – 2   |
| 11 | Guadalajara       | 3 juni 1970      | WK 1970           | Brazilië – Tsjecho-Slowakije | 4 – 1   |
| 12 | Rio de Janeiro    | 14 juli 1971     | Vriendschappelijk | Brazilië – Tsjecho-Slowakije | 1 – 0   |
| 13 | Rio de Janeiro    | 28 juni 1972     | Vriendschappelijk | Brazilië – Tsjecho-Slowakije | 0 – 0   |
| 14 | Rio de Janeiro    | 7 april 1974     | Vriendschappelijk | Brazilië – Tsjecho-Slowakije | 1 – 0   |
| 15 | Rio de Janeiro    | 17 mei 1978      | Vriendschappelijk | Brazilië – Tsjecho-Slowakije | 2 – 0   |
| 16 | São Paulo         | 3 maart 1982     | Vriendschappelijk | Brazilië – Tsjecho-Slowakije | 1 – 1   |
| 17 | Goiânia           | 18 december 1991 | Vriendschappelijk | Brazilië – Tsjecho-Slowakije | 2 – 1   |

## Samenvatting
| Competitie        | Totaal gespeeld | Winst Brazilië | Gelijk | Winst Tsjecho-Slowakije | Doelsaldo Brazilië – Tsjecho-Slowakije |
| ----------------- | --------------- | -------------- | ------ | ----------------------- | -------------------------------------- |
| WK-eindronde      | 5               | 3              | 2      | 0                       | 10 − 4                                 |
| Vriendschappelijk | 12              | 6              | 4      | 2                       | 17 − 10                                |
| Totaal            | 17              | 9              | 6      | 2                       | 27 − 14                                |

Wedstrijden bepaald door strafschoppen worden, in lijn met de FIFA, als een gelijkspel gerekend.

## Details

### Derde ontmoeting
| Tsjecho-Slowakije | 0 – 0 | Brazilië |
|                   | goals |          |

### Zesde ontmoeting
| Brazilië | 0 – 0 | Tsjecho-Slowakije |
|          | goals |                   |

### Dertiende ontmoeting
| Brazilië | 0 – 0 | Tsjecho-Slowakije |
|          | goals |                   |